# Alejandro Melo
Alejandro Eduardo Melo (San Justo, 11 gennaio 1996) è un calciatore argentino, centrocampista dell'Agropecuario.

## Caratteristiche tecniche
È un esterno mancino.

## Carriera
Cresciuto nelle giovanili del Nueva Chicago, ha esordito il 4 agosto 2013 in occasione del match pareggiato 1-1 contro l'Atlanta

## Statistiche

### Presenze e reti nei club
Statistiche aggiornate al 13 marzo 2018.
| Stagione             | Squadra              | Campionato           | Campionato | Campionato | Coppe nazionali | Coppe nazionali | Coppe nazionali | Coppe continentali | Coppe continentali | Coppe continentali | Altre coppe | Altre coppe | Altre coppe | Totale | Totale | Totale |
| Stagione             | Squadra              | Comp                 | Pres       | Reti       | Comp            | Pres            | Reti            | Comp               | Pres               | Reti               | Comp        | Pres        | Reti        | Pres   | Reti   |        |
| -------------------- | -------------------- | -------------------- | ---------- | ---------- | --------------- | --------------- | --------------- | ------------------ | ------------------ | ------------------ | ----------- | ----------- | ----------- | ------ | ------ | ------ |
| 2013-2014            | Nueva Chicago        | BN                   | 26         | 1          | CA              | 0               | 0               |                    | -                  | -                  |             | -           | -           | 26     | 1      |        |
| 2014                 | Nueva Chicago        | BN                   | 9          | 1          |                 | -               | -               |                    | -                  | -                  |             | -           | -           | 9      | 1      |        |
| 2015                 | San Lorenzo          | PD                   | 0          | 0          | CA              | 0               | 0               |                    | -                  | -                  |             | -           | -           | 0      | 0      |        |
| 2015                 | Sarmiento (J)        | PD                   | 3          | 0          | CA              | 1               | 0               |                    | -                  | -                  |             | -           | -           | 4      | 0      |        |
| 2016                 | Nueva Chicago        | BN                   | 18         | 2          | CA              | 1               | 0               |                    | -                  | -                  |             | -           | -           | 19     | 2      |        |
| 2016-2017            | Nueva Chicago        | BN                   | 38         | 10         | CA              | 1               | 0               |                    | -                  | -                  |             | -           | -           | 39     | 10     |        |
| Totale Nueva Chicago | Totale Nueva Chicago | Totale Nueva Chicago | 91         | 16         |                 | 2               | 0               |                    | -                  | -                  |             | -           | -           | 93     | 16     |        |
| 2016-2017            | Atl. Tucumán         | PD                   | 0          | 0          | CA              | 3               | 1               | CS                 | 4                  | 0                  |             | -           | -           | 7      | 1      |        |
| 2017-2018            | Atl. Tucumán         | PD                   | 9          | 0          | CA              | 0               | 0               | CL                 | 1                  | 0                  |             | -           | -           | 10     | 0      |        |
| Totale carriera      | Totale carriera      | Totale carriera      | 103        | 16         |                 | 6               | 1               |                    | 5                  | 0                  |             | -           | -           | 72     | 1      |        |